# Gregorio Bellocco
Gregorio Bellocco, detto Lupu solitariu (Rosarno, 19 ottobre 1955), è un mafioso italiano appartenente della 'ndrangheta. È stato il capobastone della 'Ndrina dei Bellocco. Fu tra i 30 latitanti più pericolosi d'Italia.

## L'omicidio di Franco Girardi e latitanza
Dal 1996 è stato accusato di associazione di stampo mafioso.
È poi, accusato di essere il mandante dell'omicidio del 9 luglio 1982 a Varese del pugliese Franco Girardi, affiliato alla 'Ndrangheta. Fu ucciso poiché non avrebbe protetto la latitanza di Antonino Bellocco, causandone l'arresto (1º giugno 1980).
Con l'operazione "Isola Felice" del 1994 diventa un ricercato e si dà alla latitanza, nella quale continua a gestire gli affari della 'ndrina, avendo sostituito Umberto Bellocco arrestato l'anno precedente.

## Arresto
Sfugge all'arresto nel dicembre 2003 nei pressi di Anoia ma viene catturato dal comando provinciale di Reggio Calabria e del ROS
Il 16 febbraio 2005 i carabinieri lo arrestano in un bunker nella campagna di Rosarno insieme al cugino Carmelo Bellocco. Sfuggiva alla cattura da 9 anni. Trovato in compagnia della moglie non ha opposto resistenza.
Dal 1996 è accusato di traffico di armi, droga, omicidio e associazione a stampo mafioso. Estese l'influenza della sua cosca in Lombardia nella zona di Varese. La cosca Bellocco è una delle più potenti della 'ndrangheta, da sempre molto attiva nel narcotraffico, nelle estorsioni e nel controllo di tutte le attività commerciali e imprenditoriali nella Piana di Gioia Tauro.
Dopo il suo arresto Giuseppe Bellocco lo sostituisce nella gestione del clan.

## Musica
Nel disco Pensieri di un latitante, è stata dedicata una canzone che narra del suo arresto.
Si ipotizza l'autore sia stato il cugino Giuseppe Bellocco, allora latitante.